# Лесковица
Лесковица (изписване до 1945 година: Лѣсковица; на македонска литературна норма: Лесковица) е село в Община Щип, Северна Македония.

## География
Лесковица е селце разположено в Конечката планина (Серта), на 17 километра от град Щип и на около половин километър от пътя, свързващ Щип и Неготино.

## История
В XIX век Лесковица е едно от немногото изцяло български села в Щипска кааза на Османската империя. Църквата „Свети Георги“ е от 1867 година. Според статистиката на Васил Кънчов („Македония. Етнография и статистика“) от 1900 година Лѣсковица има 544 жители Македонски християни и 215 турци.
Цялото население на селото е под върховенството на Българската екзархия. В статистиката на секретаря на екзархията Димитър Мишев („La Macédoine et sa Population Chrétienne“) през 1905 година в Лесковица (Leskovitza) има 760 българи екзархисти и работи българско училище.
При избухването на Балканската война в 1912 година 19 души от Лесковица са доброволци в Македоно-одринското опълчение. След Междусъюзническата война в 1913 година селото остава в Сърбия. На 15 февруари 1915 година сръбските окупатори застрелват 15-годишно овчарче, а на 17-и същия месец сръбските окупатори арестуват 60-годишната Петра Арсова, затварят я в долапа без хляб и вода и след 4 дни я убиват, а трупа ѝ заравят в местността Падарище.
Според Димитър Гаджанов в 1916 година в Лесковица живеят 48 турци и 359 българи.
По време на българското управление във Вардарска Македония в годините на Втората световна война, Салтир Ст. Кошевашев от Щип е български кмет на Лесковица от 18 август 1941 година до 30 октомври 1942 година. След това кмет е Васил Вл. Пуздерлиев от Щип (4 март 1943 – 9 септември 1944).

## Личности
Родени в Лесковица
- Тасо Манев, македоно-одрински опълченец, 2 рота на 7 кумановска дружина, убит при връх Говедарник на 6 юли 1913 година[8]